# ويليام ماكسويل (رجل أعمال)
ويليام ماكسويل (بالإنجليزية: William Maxwell)‏ هو مسير أعمال وشخصية أعمال أمريكي، ولد في 11 فبراير 1794 في أثينا في الولايات المتحدة، وتوفي في 22 نوفمبر 1856 في إلميرا في الولايات المتحدة.